# Nicolas Cheetham
Sir Nicolas John Alexander Cheetham, KCMG (* 8. Oktober 1910; † 14. Januar 2002) war ein britischer Diplomat und Schriftsteller, der unter anderem zwischen 1959 und 1961 Gesandter in Ungarn, von 1961 bis 1964 Assistierender Unterstaatssekretär im Außenministerium (Foreign Office) sowie zwischen 1964 und 1968 Botschafter in Mexiko war. Nach seinem Eintritt in den Ruhestand schrieb er mehrere historische Bücher.

## Leben
Nicolas John Alexander Cheetham war der Sohn des Diplomaten Sir Milne Cheetham (1869–1938), der unter anderem von 1922 bis 1924 Gesandter in der Schweiz, zwischen 1924 und 1926 Gesandter in Griechenland sowie zuletzt von 1926 bis 1928 Gesandter in Dänemark war, und dessen erster Ehefrau Anastasia Muravieff († 1976), eine Tochter des russischen Diplomaten und ehemaligen Außenministers Michail Nikolajewitsch Murawjow (1845–1900), die 1929 in zweiter Ehe den Diplomaten und Ministerialbeamten Nigel Walter Law (1890–1967) heiratete. Er selbst absolvierte nach dem Besuch des renommierten 1440 gegründeten Eton College ein Studium am Christ Church der University of Oxford und trat am 11. Oktober 1934 als Dritter Sekretär (Third Secretary) in den Diplomatischen Dienst (Diplomatic Service) des Außenministeriums (Foreign Office) ein. Während seiner darauf folgenden Verwendungen wurde er am 4. Januar 1940 rückwirkend zum 11. Oktober 1939 zum Zweiten Sekretär (Second Secretary) befördert und war unter anderem zwischen 1947 und 1951 als Botschaftsrat (Counsellor) an der Vertretung in Österreich tätig.
Im Anschluss war Cheetham im Außenministerium von 1951 bis 1952 Head of Southern Department und damit Leiter des Referats Süd, welches für die Beziehungen zu Italien, Österreich, Tschechoslowakei, Ungarn und die Balkanstaaten zuständig war. Nach der Zusammenlegung dieses Southern Department mit dem für die Beziehungen zu West-, Mittel- und Nordeuropa zuständigen Western Department 1952 war er bis 1954 erster und einziger Leiter des Referats West und Süd (Head of the Western and Southern Department), welches daraufhin wieder in zwei eigenständige Referate aufgeteilt wurde. Für seine Verdienste in dieser Verwendung wurde er zum 1. Januar 1953 zum Companion des Order of St Michael and St George (CMG) ernannt. Anschließend fungierte er zwischen 1954 und 1959 als stellvertretender Ständiger Vertreter bei der NATO und war damit Stellvertreter der damaligen Ständigen Vertreter des Vereinigten Königreichs bei der NATO, Sir Christopher Steel (1953 bis 1957) beziehungsweise Sir Frank Kenyon Roberts (1957 bis 1960).
Am 4. Februar 1959 wurde Nicolas Cheetham als Nachfolger von Sir Leslie Fry Gesandter des Vereinigten Königreichs in Ungarn und verblieb auf diesem diplomatischen Posten in Budapest bis 1961, woraufhin Sir Ivor Pink ihn ablöste. Nach seiner Rückkehr übernahm er im Außenministerium von 1961 bis 1964 den Posten als Leiter der Unterabteilung Konsularische Angelegenheiten, Amerika und Mitteleuropa (Assistant Under-Secretary for Foreign Affairs (Consular, American and Central Europe)). Zuletzt übernahm er am 11. März 1964 von Sir Peter Garran den Posten als Botschafter in Mexiko und bekleidete diesen bis 1968, woraufhin Sir Peter Hope seine Nachfolge in Mexiko-Stadt antrat. Während seiner dortigen Verwendung wurde er zum 13. Juni 1964 für seine Verdienste als Knight Commander des Order of St Michael and St George (KCMG) nobilitiert, wodurch er fortan den Namenszusatz „Sir“ führte.
Cheetham war zwei Mal verheiratet. In erster Ehe, die später geschieden wurde, heiratete er 1936 Jean Evison Corfe († 2003), Tochter von Lieutenant-Colonel Arthur Cecil Corfe, DSO. Aus dieser Ehe gingen zwei Kinder hervor, darunter der Verleger Anthony Cheetham (* 1943). Am 17. Juni 1960 heiratete er in zweiter Ehe Lady Mabel Kathleen Jocelyn (1915–1985), eine Tochter von Robert Soame Jocelyn, 8. Earl of Roden (1883–1956) und dessen Ehefrau Elinor Jessie Parr.

## Veröffentlichungen
Nach seinem Eintritt in den Ruhestand schrieb er mehrere historische Bücher, die unter anderem durch seine diplomatischen Auslandsposten geprägt waren. Zu seinen Werken gehören:
- A History of Mexico, Hart-Davis, London, 1970, ISBN 0-246-64006-5
- Mexico. A Short History, Crowell, New York, 1971, ISBN 0-690-53389-6
- New Spain. The Birth of modern Mexico, Gollancz, London, 1974, ISBN 0-575-01379-6
- Mediaeval Greece, Yale University Press, 1981, ISBN 0-300-02421-5
- Keepers of the Keys. A history of the Popes from St. Peter to John Paul II, Macdonald, London, 1982, ISBN 0-356-08584-8
- A history of the popes, Dorset Press, 1992, ISBN 0-88029-746-8